# Melinoe
Melinoe (tiếng Hy Lạp cổ đại: "μήλινος", có nghĩa là "suy nghĩ đen tối") là một nữ thần trong thần thoại Hy Lạp, đại diện cho các linh hồn và ác ma, là con gái thứ hai của vua địa ngục Hades (hay được gọi với cái tên khác là "Zeus dưới lòng đất") và bà hoàng âm phủ Persephone.

## Thần thoại
Melinoe ra đời khi mẹ đang nằm trên bờ sông Cocytus, dòng sông của thế giới ngầm, và được Hermes đỡ đẻ. Thần được sinh ra sau nữ thần của cái chết vinh quang Marcaria và trước thần chuyển kiếp Zagreus.
Thần thường được miêu tả với tư cách như một trong những hậu duệ của cha mình, là người cai quản những linh hồn lạc lối. Nhưng vì luôn ở dưới địa ngục với gia đình nên nàng rất ít khi xuất hiện trong thần thoại. Không giống như chị gái Marcaria kết duyên với Thanatos, Melinoe là một nữ thần đồng trinh.
Nàng là sự kết hợp giữa sự lạnh lẽo của âm ti địa phủ từ cha Hades và vẻ đẹp ấm áp của hoa cỏ mùa xuân của mẹ Persephone nên được cho là có ngoại hình bí hiểm, ủy khuất như sự kết hợp của cả hai.